# Garnet Bailey
Garnet Edward „Ace“ Bailey (* 13. Juni 1948 in Lloydminster, Saskatchewan; † 11. September 2001 in New York City) war ein kanadischer Eishockeyspieler, -trainer und -scout, der in seiner aktiven Zeit von 1966 bis 1981 unter anderem für die Boston Bruins, Detroit Red Wings, St. Louis Blues und Washington Capitals in der National Hockey League sowie die Edmonton Oilers in der World Hockey Association gespielt hat.

## Karriere
Garnet Bailey begann seine Karriere als Eishockeyspieler beim Juniorenteam der Edmonton Oil Kings, für die er von 1964 bis 1967 aktiv war und 1966 den Memorial Cup gewann. In seiner Zeit bei den Oil Kings wurde er im NHL Amateur Draft 1966 in der dritten Runde als insgesamt 13. Spieler von den Boston Bruins ausgewählt. Zunächst lief der Angreifer jedoch in der Saison 1967/68 in der Central Hockey League für die Oklahoma City Blazers auf, ehe er in der folgenden Spielzeit sein Debüt für die Boston Bruins in der National Hockey League gab. In seinem Rookiejahr erzielte er drei Tore und gab drei Vorlagen in neun Spielen. Den Rest der Spielzeit verbrachte er bei deren Farmteam aus der American Hockey League, den Hershey Bears. In der Folgezeit erarbeitete sich der Linksschütze einen Stammplatz bei den Bruins, mit denen er 1970 und 1972 jeweils den prestigeträchtigen Stanley Cup gewann. 

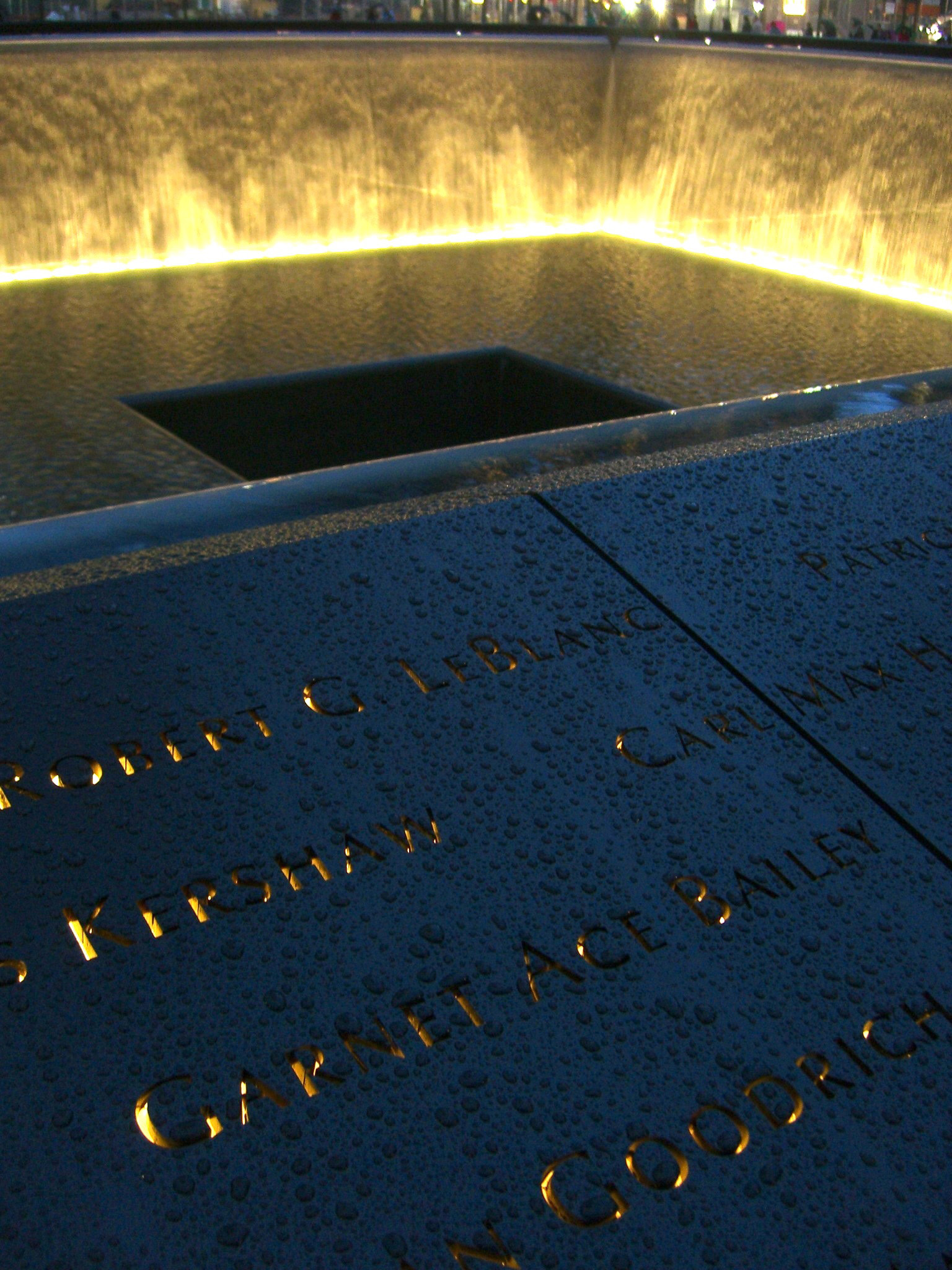
Schriftzug Garnet Ace Bailey auf einem der Gedenkbrunnen des National September 11 Memorial and Museum

Am 1. März 1973 wurde Bailey im Tausch für Gary Doak an die Detroit Red Wings abgegeben, für die er saisonübergreifend ebenso ein Jahr lang in der NHL aktiv war, wie anschließend für die St. Louis Blues. Dorthin war er gemeinsam mit Ted Harris und Bill Collins gewechselt, während Bryan Watson, Chris Evans und Jean Hamel den anderen Weg antraten. Bis 1978 stand der Flügelspieler drei Jahre lang bei den Washington Capitals unter Vertrag. Es folgten je ein Jahr bei den Edmonton Oilers aus der World Hockey Association sowie den Houston Apollos und Wichita Wind aus der Central Hockey League, wobei er in der Saison 1980/81 in Wichita als Cheftrainer tätig war und nur noch ein Mal selbst aufs Eis ging. 
Im Anschluss an das Ende seiner Laufbahn als Spieler war Bailey von 1981 bis 1994 als Scout bei seinem Ex-Klub Edmonton Oilers tätig, der mittlerweile in die NHL aufgenommen worden war. Mit den Oilers gewann er als Scout fünf Mal zwischen 1984 und 1990 den Stanley Cup. Während er für jeden Titelgewinn einen Stanley-Cup-Ring erhielt, wurde sein Name nur auf drei der fünf Pokale (1985, 1987 und 1990) eingraviert. Mittlerweile als Scouting-Chef bei den Los Angeles Kings angestellt, fiel er zusammen mit seinem Kollegen, dem ehemaligen Spieler und Trainer Mark Bavis, den Terroranschlägen vom 11. September 2001 zum Opfer, als beide mit United-Airlines-Flug 175 nach Los Angeles zurückkehren wollten. Ihm zu Ehren gründete seine Familie die Ace Bailey Children’s Foundation. Er wurde 53 Jahre alt.

## Erfolge und Auszeichnungen
- 1966 Memorial-Cup-Gewinn mit den Edmonton Oil Kings
- 1969 Calder-Cup-Gewinn mit den Hershey Bears
- 1970 Stanley-Cup-Gewinn mit den Boston Bruins
- 1972 Stanley-Cup-Gewinn mit den Boston Bruins

### Als Scout
- 1984 Stanley-Cup-Gewinn mit den Edmonton Oilers
- 1985 Stanley-Cup-Gewinn mit den Edmonton Oilers
- 1987 Stanley-Cup-Gewinn mit den Edmonton Oilers
- 1988 Stanley-Cup-Gewinn mit den Edmonton Oilers
- 1990 Stanley-Cup-Gewinn mit den Edmonton Oilers